# Optica
Optica is het deelgebied van de natuurkunde dat zich bezighoudt met de beschrijving en verklaring van het gedrag van licht; dit is elektromagnetische straling in en rond het deel van het elektromagnetische spectrum dat zichtbaar is voor het menselijk oog, dat is met golflengten tussen circa 380 nm en 700 nm. Er bestaan 3 modellen voor de beschrijving van licht: stralen (geometrische optica), continue golven (klassieke fysische optica) en discrete fotonen (kwantumoptica).

## Geometrische optica
Dit is het oudste onderdeel van de optica en is gebaseerd op het begrip lichtstraal, dat alleen zinvol is als de golflengte van het licht erg klein is ten opzichte van de ruimte en de obstakels waarin en waarlangs de elektromagnetische straling zich voortplant. De geometrische optica is een vereenvoudigd model voor het optische golflengtegebied van de 'strenge' beschrijving van golfvoortplanting. Allerlei verschijnselen, zoals chromatische aberratie, breking, reflectie en de intensiteitsverhouding tussen de gereflecteerde en de gebroken straal zijn wel van belang voor de geometrische optica, maar kunnen alleen verklaard worden door licht als golfverschijnsel te beschrijven.
In inhomogene media, met een geleidelijk verloop van de brekingsindex, zijn lichtstralen krom, in homogene media zijn ze recht. Een plotselinge verandering van richting (lichtbreking en reflectie) vindt plaats op de grensvlakken tussen twee media met meetbaar verschillende brekingsindices. De richtingverandering van de gebroken straal ten opzichte van de invallende straal wordt bepaald door de Wet van Snellius. Puur straal-gebaseerde optische instrumenten bestaan uit (combinaties van) lenzen, spiegels en/of prisma's om de gewenste optische eigenschappen te verkrijgen. Het doel van geometrisch optische instrumenten is meestal afbeelding, waarbij verschillende stralen vanuit een punt in het voorwerp elkaar idealiter allemaal snijden op een punt in het beeld. Bovendien moet de afstand tussen punten in het beeld meestal evenredig zijn 
met overeenkomende punten van het voorwerp om vervorming te vermijden. Een lachspiegel is het bekendste voorbeeld van een instrument waarbij vervorming juist wel de bedoeling is.
De eigenschappen van lenzen en spiegels, zoals brandpuntsafstand en apertuur, worden bepaald door de vormen van grensvlakken tussen optische media, en door de verhoudingen van hun brekingsindices. Door speciale combinaties van lenzen kunnen aberraties geminimaliseerd worden.

### Gradiëntoptica
Gradiëntoptica is het deelgebied van de geometrische optica waarin gebruikgemaakt wordt van optische media met een plaatsafhankelijke brekingsindex, dus waarin de brekingsindex een gradiënt heeft.

## Fysische optica
Het onderdeel van de optica dat licht expliciet beschrijft als een golfverschijnsel, wordt fysische optica of golfoptica genoemd. Nadat begin 19e eeuw door Thomas Young en Augustin Jean Fresnel was aangetoond dat licht een golfverschijnsel is – in tegenstelling tot wat Isaac Newton had beweerd – werden instrumenten ontwikkeld die gebruikmaken van buiging (diffractie) en van
interferentie; met name het tralie en de interferometer en de spectrometer zijn belangrijk. Holografie mag in dit verband ook genoemd worden als een late toepassing van het golfkarakter van licht, die pas mogelijk werd na de uitvinding van een coherente lichtbron, de laser. De optische vezel, tegenwoordig van groot belang in de ICT, is ook een belangrijke toepassing van fysische optica. De toepassing van het reeds lang bekende prisma kan ook tot de fysische optica gerekend worden, omdat de hiermee geproduceerde kleurschifting alleen met het golfmodel van licht verklaard kan worden. Kleurschifting kan ook met een tralie bereikt worden, omdat diffractie een golflengte-afhankelijk verschijnsel is. De beschreven kant van een cd en een dvd vertonen hetzelfde gedrag als een reflectie-tralie, omdat de bitpatronen zo dicht op elkaar geëtst zijn.

### Niet-lineaire optica
De niet-lineaire optica houdt zich bezig met verschijnselen die optreden bij zodanig hoge lichtintensiteiten dat het voortplantingsmedium zich niet meer lineair gedraagt; het is te vergelijken met luidsprekers die een vervormd geluid geven als de versterker te hard wordt aangezet. Het superpositiebeginsel voor lineaire systemen gaat dan niet meer op. Hierom moet het voorplantingsmedium worden opgevat als een niet-lineair systeem. Het meest kenmerkende verschijnsel is dat er in het voorplantingsmedium frequenties (harmonischen) ontstaan die niet voorkomen in het invallende licht.

## Kwantumoptica en fotonica
Na de ontwikkeling van de kwantummechanica kwam het inzicht dat licht ook beschouwd kan worden als een bundel deeltjes (fotonen). Er worden sindsdien instrumenten ontwikkeld die gebaseerd zijn op de interactie van afzonderlijke fotonen met materie en met elektronen in het bijzonder. De kwantumoptica en de fotonica zijn de relevante en nauw verwante deelgebieden van de optica. De werking van de laser is geheel op kwantummechanische verschijnselen gebaseerd. Optische geïntegreerde schakelingen, CCD-camera's, zonnecellen en fotomultiplicatoren zijn andere belangrijke toepassingen. De digitale camera zou ondenkbaar zijn zonder kwantumoptica.